# Philippa a Angliei
Philippa a Angliei (4 iunie 1394 – 5 ianuarie 1430), de asemenea cunoscută ca Philippa de Lancaster, a fost regină consort a Danemarcei, Suediei și Norvegiei din 1406 pînă în 1430. A fost soția lui Eric de Pomerania, care a condus cele trei regate. Regina Philippa a fost de facto regentă a Suediei în 1420 și regentă a Danemarcei și Norvegiei din 1423 până în 1425.

## Biografie
Philippa s-a născut la castelul Peterborough ca fiica lui Henry Bolingbroke (mai târziu regele Henric al IV-lea al Angliei) și a soției acestuia, Mary de Bohun. În 1401, regele Henric a sugerat reginei Margaret I a Danemarcei o alianță între Anglia și Uniunea Kalmar consfințită printr-o căsătorie între moștenitorul Angliei și Catherine, sora moștenitorului tronurilor nordice. Margaret nu a putut fi de acord cu condițiile căsătoriei; în schimb, Philippa a fost logodită cu Eric și proclamată regină în 1405.
La 26 octombrie 1406, la Lund, Philippa care avea 13 ani s-a căsătorit cu Eric de Pomerania.